# Oulimnius major
Oulimnius major é uma espécie de insetos coleópteros polífagos pertencente à família Elmidae.
A autoridade científica da espécie é Rey, tendo sido descrita no ano de 1889.
Trata-se de uma espécie presente no território português.